# シェフキ・クキ
シェフキ・クキ（Shefki Kuqi [ˈʃɛfki ˈkuci], 1976年11月10日 - ）はユーゴスラビア出身の元サッカー選手。サッカー指導者。サッカーフィンランド代表。ポジションはFW（センターフォワード）。

## 所属クラブ
- MP 1995-1996
- HJKヘルシンキ 1997-1999
- FCヨケリト 2000
- ストックポート・カウンティ 2001-2002
- シェフィールド・ウェンズデイ 2002-2003
  -  イプスウィッチ・タウン 2003 (loan)
- イプスウィッチ・タウン 2003-2005
- ブラックバーン・ローヴァーズ 2005-2006
- クリスタル・パレス 2006-2009
  -  フラム 2007-2008 (loan)
  -  イプスウィッチ・タウン 2008 (loan)
- コブレンツ 2009-2010
- スウォンジー・シティ 2010-2011
  -  ダービー・カウンティ 2010
- ニューカッスル 2011
- オールダム・アスレティック 2011-2012
- ハイバーニアン 2012-2013
- Lohjan Pallo 2016

## 監督
2014年、FCホンカの監督に就任した。
2015年、PK-35ヴァンターの監督に就任した。
2016年、FCインテル・トゥルクの監督に就任した。